# Corte de’ Frati
Corte de’ Frati ist eine norditalienische Gemeinde (comune) mit 1331 Einwohnern (Stand 31. Dezember 2023) in der Provinz Cremona in der Lombardei. Die Gemeinde liegt etwa zehn Kilometer nordnordöstlich von Cremona am Parco dell'Oglio Nord und grenzt unmittelbar an die Provinz Brescia.

## Verkehr
Durch die Gemeinde führt die Autostrada A21 von Turin nach Brescia.